# Desmodium varians
Desmodium varians är en ärtväxtart som först beskrevs av Jacques-Julien Houtou de La Billardière, och fick sitt nu gällande namn av George Don jr. Desmodium varians ingår i släktet Desmodium och familjen ärtväxter. Inga underarter finns listade i Catalogue of Life.

## Bildgalleri

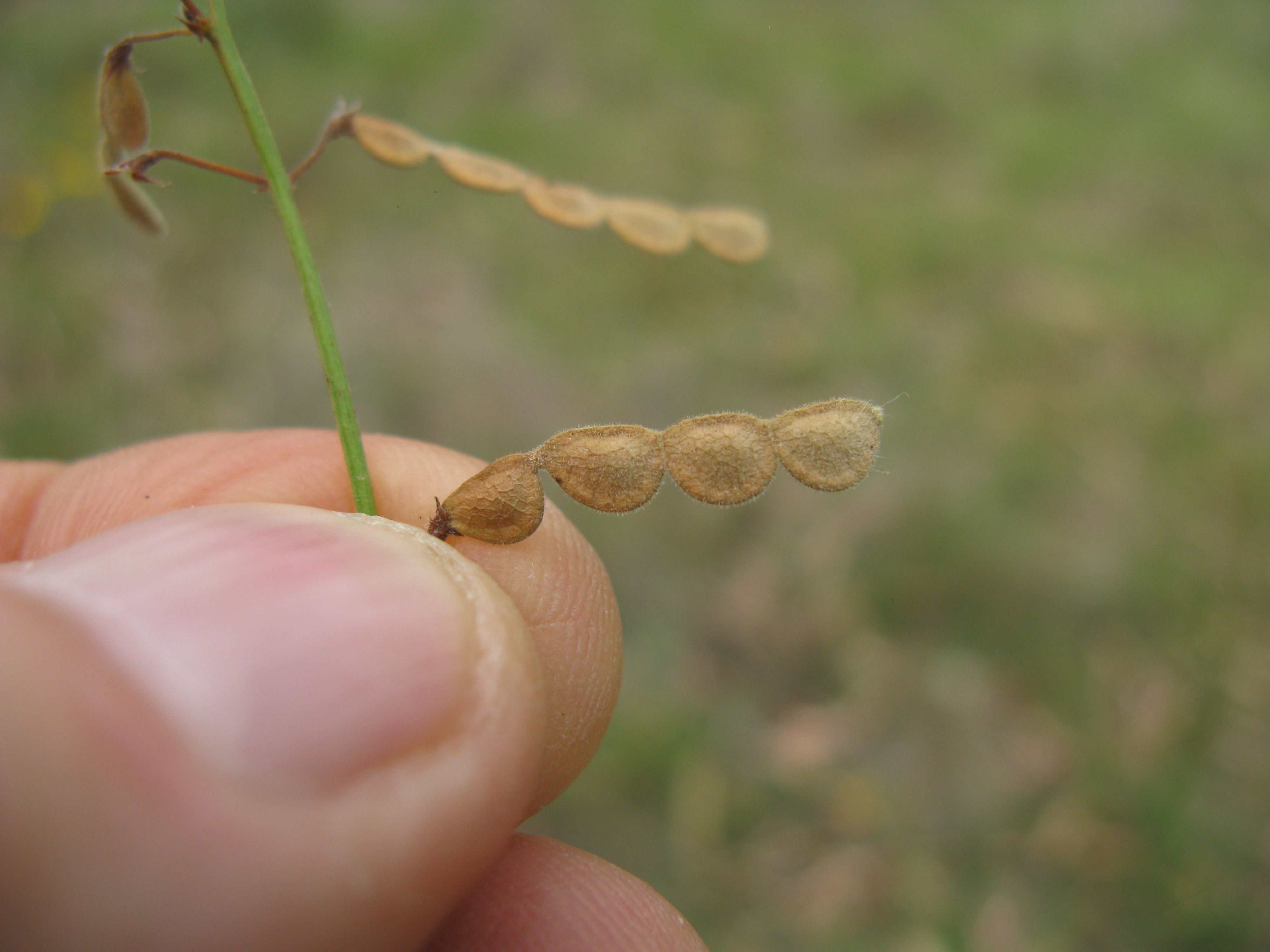